# 西井镇
西井镇，是中华人民共和国山西省长治市黎城县下辖的一个乡镇级行政单位。

## 地名来历
清康熙二十一年《黎城县志》载：“西井”。相传，古时村边有一水井，唯此井是泉，村以井名。因村居井之西边，故名西井。清光绪六年《黎城县续志》有“西井镇”记载。

## 历史沿革
明清，全县设4乡，西井隶属玉泉乡管辖。1943年10月，西井镇划归黎北县管辖，1945年11月抗战胜利后，复归黎城县。中华人民共和国成立初期，曾与东崖底划为第六区。1954年10月撤消区级建制，改为农村区，1958年成立人民公社时，为卫星人民公社，1961年因驻地改称西井人民公社。1984年5月改设为西井镇。2001年1月，撤并乡镇，西井镇、南委泉乡、源庄乡合并为西井镇，共设43行政村。
2019年6月24日，北坡村、井峧村合并，更名为北坡村。
2019年12月18日，卜牛村撤销并入到背坡村，更名为壶山村；牛乱村、洗耳河村撤销，并入到谷堆坪村，更名为洗耳河村；樊家窑村撤销，并入到霍家窑村，更名为霍家窑村；朱家峧村、郭家庄村撤销，并入到西骆驼村，更名为西骆驼村；后贾岭村撤销，并入到东骆驼村，更名为东骆驼村。

## 行政区划
截至2021年，西井镇下辖35个行政村：
西井村、东井村、岩头岭村、北坡村、岭头村、后寨村、栗家窑村、彭庄村、洗耳河村、杨家洼村、北桑鲁村、下寨村、霍家窑村、王家窑村、南桑鲁村、南港沟村、源泉村、源庄村、寺底村、北河南村、五十亩村、石背底村、东骆驼村、西骆驼村、南委泉村、北委泉村、杏树滩村、下黄堂村、上黄堂村、仟仵村、牛居村、新庄村、车元村、茶棚滩村和壶山村。

## 中国传统村落
- 第四批：东骆驼村
- 第五批：新庄村、仟仵村

## 文物保护单位
| 名称                           | 编号               | 分类                        | 时代                 | 地址                   | 公布时间           | 图片               |                    |
| 山西省文物保护单位             | 山西省文物保护单位 | 山西省文物保护单位          | 山西省文物保护单位   | 山西省文物保护单位     | 山西省文物保护单位 | 山西省文物保护单位 | 山西省文物保护单位 |
| ------------------------------ | ------------------ | --------------------------- | -------------------- | ---------------------- | ------------------ | ------------------ | ------------------ |
| 抗日三周年纪念塔               | 1-2                | 革命遗址及革命纪念建筑物    | 1940年               | 城北35公里西井镇后寨村 | 1965年5月24日      |                    |                    |
| 太行区第一届群英大会旧址       | 6-330              | 近现代重要史迹 及代表性建筑 | 1944年               | 西井镇南委泉村         | 2021年8月4日       |                    |                    |
| 太行造纸总厂旧址               | 6-335              | 近现代重要史迹 及代表性建筑 | 1946-1949年          | 西井镇石壁底村         | 2021年8月4日       |                    |                    |
| 长治市文物保护单位             |                    |                             |                      |                        |                    |                    |                    |
| 八路军总部军工部化学厂源泉旧址 |                    | 近现代重要史迹及代表性建筑  | 1944年               | 西井镇源泉村           |                    |                    |                    |
| 黎城县文物保护单位             |                    |                             |                      |                        |                    |                    |                    |
| 碧空和尚塔                     |                    | 古建筑                      | 清                   | 西井镇洗耳河村         | 2011年6月10日      |                    |                    |
| 仟仵龙王庙                     |                    | 古建筑                      | 清                   | 西井镇仟仵村           | 2011年6月10日      |                    |                    |
| 南委泉井泉                     |                    | 古建筑                      | 清                   | 西井镇南委泉村         | 2011年6月10日      |                    |                    |
| 性空山茅庵寺                   |                    | 古建筑                      | 清                   | 西井镇杏树滩村西性空山 | 2011年6月10日      |                    |                    |
| 牛居关帝阁                     |                    | 古建筑                      | 清                   | 西井镇牛居村           | 2011年6月10日      |                    |                    |
| 杏树滩禅堂塔                   |                    | 古建筑                      | 清                   | 西井镇杏树滩村         | 2011年6月10日      |                    |                    |
| 八路军总部河南旧址             |                    | 近现代重要史迹及代表性建筑  | 民国二十八年（1939） | 黎城县西井镇河南村     | 2011年6月10日      |                    |                    |
| 兵工六厂彭庄旧址               |                    | 近现代重要史迹及代表性建筑  | 民国三十五年（1946） | 黎城县西井镇彭庄村     | 2011年6月10日      |                    |                    |
| 冀南银行卜牛旧址               |                    | 近现代重要史迹及代表性建筑  | 民国二十八（1939）   | 黎城县西井镇卜牛村     | 2011年6月10日      |                    |                    |
| 八路军炸弹厂材料库卜牛旧址     |                    | 近现代重要史迹及代表性建筑  | 民国三十二年（1943） | 黎城县西井镇卜牛村     | 2011年6月10日      |                    |                    |
| 八路军炸弹厂总装部卜牛旧址     |                    | 近现代重要史迹及代表性建筑  | 民国三十二年（1943） | 黎城县西井镇卜牛村     | 2011年6月10日      |                    |                    |
| 八路军炸弹厂铸造部卜牛旧址     |                    | 近现代重要史迹及代表性建筑  | 民国三十二年（1943） | 黎城县西井镇卜牛村     | 2011年6月10日      |                    |                    |
| 卜牛兵工厂烈士墓               |                    | 近现代重要史迹及代表性建筑  | 民国三十三年（1944） | 黎城县西井镇卜牛村     | 2011年6月10日      |                    |                    |
| 八路军一二九师生产部旧址       |                    | 近现代重要史迹及代表性建筑  | 民国三十三年（1944） | 黎城县西井镇南委泉村   | 2011年6月10日      |                    |                    |
| 八路军卫生材料厂旧址           |                    | 近现代重要史迹及代表性建筑  | 民国二十八年（1939） | 黎城县西井镇北委泉村   | 2011年6月10日      |                    |                    |
| 八路军卫生部三所旧址           |                    | 近现代重要史迹及代表性建筑  | 民国二十八年（1939） | 黎城县西井镇牛居村     | 2011年6月10日      |                    |                    |
| 下黄堂红旗大队部旧址           |                    | 近现代重要史迹及代表性建筑  | 1964                 | 黎城县西井镇下黄堂村   | 2011年6月10日      |                    |                    |
| 猫崖洞遗址                     |                    | 古遗址                      | 旧石器时代           | 黎城县西井镇茶棚滩     | 2011年6月10日      |                    |                    |